# Znaczek bożonarodzeniowy

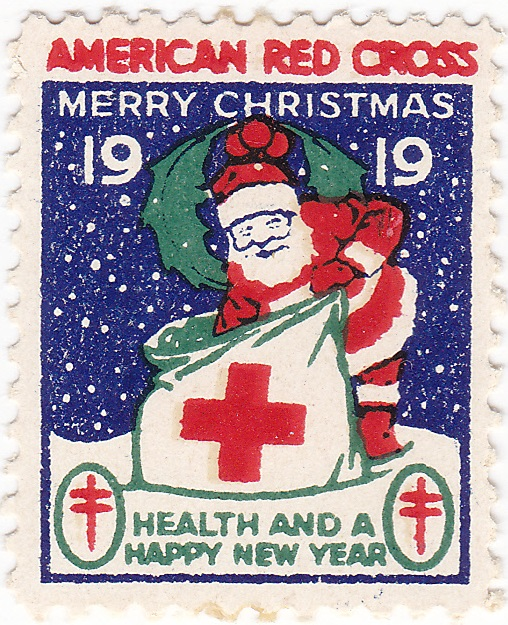
Znaczek bożonarodzeniowy z 1919

Znaczek bożonarodzeniowy (duń. julemærke) – rodzaj dodatkowej i dobrowolnej opłaty pocztowej służącej zbiórce funduszy na określone cele dobroczynne, w formie artystycznego znaczka przypominającego znaczek pocztowy, jednak bez podanej wartości nominalnej. W Europie znaczki bożonarodzeniowe znajdują się w użyciu w krajach nordyckich: Dania, Estonia, Finlandia, Grenlandia, Islandia, Norwegia, Szwecja, Wyspy Alandzkie i Wyspy Owcze.

## Dania
Wydanie pierwszego duńskiego znaczka bożonarodzeniowego w 1904 było kulminacją wieloletnich i niezwykle żywotnych w Danii tradycji zbierania środków na cele charytatywne. Autorem pomysłu, który zakładał wydanie dodatkowych znaczków nalepianych dobrowolnie na listy z życzeniami świątecznymi obok normalnych znaczków opłaty, był duński urzędnik pocztowy, Einar Holbøll (1865–1927), od 1905 naczelnik poczty w Gentofte. Środki uzyskane ze sprzedaży znaczków miały być przeznaczane na cele charytatywne, z których za najważniejszy uznano niesienie pomocy duńskim dzieciom dotkniętym gruźlicą. Dochód ze sprzedaży znaczków w pierwszych dekadach XX w. przeznaczano na budowę sanatoriów dla dzieci cierpiących na choroby płuc i walkę z gruźlicą. Edycją znaczków zajmuje się specjalny komitet. W latach 1907–1916 Dania wydawała także odrębne znaczki bożonarodzeniowe dla swoich posiadłości zamorskich na Antylach (Duńskie Indie Zachodnie). Podobne znaczki wydawano w latach 1909–1913 dla duńskiej mniejszości w Szlezwiku Północnym, a w latach 1949–1953 także dla Duńczyków mieszkających w Szlezwiku Południowym. Motywem pierwszego duńskiego znaczka bożonarodzeniowego z 1904 był portret królowej Ludwiki, która aktywnie wspierała wszelkie poczynania filantropijne. W latach 1904–1955 znaczek kosztował 2 øre, w 1967 – 10 øre, w 1981 – 40 øre, a w 1998 – 80 øre. Motywy znaczków najczęściej nawiązują do duńskich tradycji bożonarodzeniowych, aczkolwiek czasami widniały na znaczkach portrety członków duńskiej rodziny królewskiej, w 1927 wizerunek autora pomysłu znaczka, Einara Holbølla, a w 1945, z okazji wyzwolenia spod okupacji niemieckiej, widok ośnieżonych świerków z powiewającą nad nimi flagą Danii. Szczególną popularnością cieszył się znaczek z wizerunkiem dwuletniej księżniczki Małgorzaty, późniejszej królowej Danii, wydany w 1942, kiedy Dania znajdowała się pod okupacją niemiecką. Znaczek ten został natychmiast wyprzedany. Obecnie dochód ze sprzedaży znaczków jest przeznaczony na utrzymanie ośrodków, w których otacza się opieką dzieci wymagające pomocy, a także zapewnia im wsparcie w walce z różnorakimi schorzeniami, np. otyłością itd. Protektorką funduszu znaczków bożonarodzeniowych jest królowa Danii Maria.

## Estonia
Pierwsze estońskie znaczki bożonarodzeniowe, wydane przez Estońską Fundację Zwalczania Gruźlicy (Eesti Tuberkuloosi Vastu Vőitlemise Sihtasutis) ukazały się w 1938, kolejne w 1939. Sowiecki zabór Estonii w 1940 położył kres dalszym wydaniom. Tradycję wydawania znaczków bożonarodzeniowych wznowiło, pod koniec okupacji sowieckiej w 1988, Estońskie Towarzystwo Ochrony Zabytków (Eesti Muinsuskaitse Selts).

## Finlandia
Pierwszy fiński znaczek bożonarodzeniowy ukazał się w 1908 wydany przez Towarzystwo na Rzecz Ubogich Gruźlików. Inna organizacja, Towarzystwo Walki z Gruźlicą, od 1910 wydawało swoje własne znaczki w celu gromadzenia funduszy na walkę z gruźlicą wśród dzieci. Od 1926 towarzystwo wydawało je regularnie co roku, umieszczając na nich napisy w językach fińskim i szwedzkim. W 1930 obie organizacje połączyły siły tworząc Towarzystwo Zwalczania Gruźlicy w Finlandii. Do 2007 towarzystwo wydawało znaczki bożonarodzeniowe. Nakład znaczka wzrósł od 2 milionów sztuk w 1926 do 7 milionów w 1952. Znaczek z 1939 był sprzedawany także w Szwecji i Norwegii w celu udzielenia pomocy humanitarnej Finlandii walczącej z sowieckim najazdem.

## Grenlandia
Grenlandzkie znaczki bożonarodzeniowe (gren. julemærkea) ukazują się od 1974. Wydawaniem znaczków zajmuje się specjalny komitet, który do 1991 miał swoją siedzibę w Danii. Pierwszy znaczek z 1974 został zaprojektowany przez grenlandzkiego artystę, Jensa Rosinga. Motywy znaczków grenlandzkich nawiązują do świąt Bożego Narodzenia i ich lokalnych tradycji. Najbardziej znaną autorką wydanych przez Grenlandię znaczków bożonarodzeniowych jest królowa Danii Małgorzata II, która w 1983 zaprojektowała kolejny znaczek grenlandzki, przedstawiający płomienie świątecznych świec. Środki uzyskane ze sprzedaży znaczków są przeznaczane na wspieranie grenlandzkich przedsięwzięć kulturalnych i grenlandzkiego rzemiosła artystycznego, zarówno w Danii, jak i na Grenlandii.

## Islandia
Pierwsze islandzkie znaczki bożonarodzeniowe (isl. jólamerki) ukazały się w 1904 (kolejne wydania 1905 i 1911) i były wydawane przez islandzki Caritas, nie nosiły jednak żadnych napisów nawiązujących do świąt Bożego Narodzenia. Pierwsze znaczki z takim napisem, wydane przez Towarzystwo Młodzieżowe Önundafjördur, ukazały się w 1915. Motyw islandzkiego sokoła, użyty na tych znaczkach, nawiązywał jednak do wcześniejszych edycji Caritasu. Znaczki te posiadały wyjątkowo podaną wartość nominalną (3 aurar). Kolejne i ostatnie wydanie pojawiło się w 1916. Towarzystwo Thorvaldsena (Thorvaldsensfélagið) corocznie od 1913 wydaje swoje znaczki bożonarodzeniowe. Dochód z nich jest przeznaczany na cele dobroczynne związane z pomocą dzieciom. Motywy znaczków przedstawiają głównie sceny nawiązujące do świąt Bożego Narodzenia.

## Norwegia
Pierwszy norweski znaczek bożonarodzeniowy ukazał się w 1906. Jego głównym motywem był portret norweskiej królowej Maud. Znaczki te wydawane są przez największą norweską kobiecą organizację humanitarną Norske Kvinners Sanitetsforening (Zrzeszenie Zdrowotne Kobiet Norweskich), powstałą w 1896. Początkowo środki uzyskane ze sprzedaży znaczków przeznaczane były na walkę z gruźlicą, obecnie zaś wykorzystuje się je na opiekę zdrowotną wśród kobiet znajdujących się w trudnej sytuacji materialnej.

## Szwecja
Szwedzkie znaczki bożonarodzeniowe (szw. julmärken) pojawiły się w 1904, wkrótce po wydaniu pierwszego znaczka duńskiego. Wydawaniem ich zajmował się Szwedzki Narodowy Związek Zwalczania Gruźlicy (Svenska Nationalföreningen mot Tuberkulos), który we współpracy z pocztą szwedzką prowadził sprzedaż znaczków, dochód z których przeznaczano na walkę z gruźlicą, ówcześnie chorobą społeczną w Szwecji. Od 2005 poczta nie rozprowadza tych znaczków, a ich sprzedażą zajmuje się Fundusz ds. Chorób Serca i Płuc (Hjärt-Lung Fonden), spadkobierca Szwedzkiego Narodowego Związku Zwalczania Gruźlicy.

## Wyspy Owcze
Pierwsze farerskie znaczki bożonarodzeniowe (far. jólmerki) ukazały się po wprowadzeniu niezależnej poczty na Wyspach Owczych (1975) w 1976, jednak już od 1904 na wyspach używano duńskie znaczki bożonarodzeniowe. Jedynie w okresie okupacji brytyjskiej podczas II wojny światowej (1940–1944) nastąpiła przerwa w sprzedaży tych znaczków. W 1923 Dania wydała specjalny znaczek bożonarodzeniowy z herbami Danii i Wysp Owczych oraz napisami w obu językach (duńskim i farerskim).

## Wyspy Alandzkie
Wyspy Alandzkie wydają znaczki bożonarodzeniowe od 1993. Od 1997 wydawane są jako znaczki samoprzylepne.